# Fancy (cantante)
Fancy (Múnich, 7 de julio de 1946), nacido como Manfred Alois Segieth, es un cantante y compositor alemán popular sobre todo a mediados y finales de la década de 1980. Su primer sencillo, llamado Slice Me Nice, salió en 1984 siendo un éxito en varios países alrededor el mundo.
Fue reconocido por sus éxitos como Bolero (Hold Me In Your Arms Again), Lady Of Ice, Chinese Eyes o Flames Of Love.
También grabó algunos éxitos para otros artistas usando una variedad de otros nombres.
Con frecuencia con el nombre de Tess, Tess Teiges, o de Ric Tess ha escrito música para Grant Miller, Linda Jo Rizzo, Marc Buchner, The Hurricanes, Mozzart y ha colaborado con algunos otros en remezclas tales como Pet Shop Boys. 
Es una de las figuras más importantes y representativas del Eurodisco.
Se presenta regularmente en los conciertos masivos de Discoteca 80's en Moscú donde se reúne a artistas de la época. En 2007 se presentó en el World Trade Center de México al lado del D.J. mexicano Patrick Miller, con quien mantiene una gran amistad, y posteriormente en el Patrick Miller Fest 2015 ante más de 11000 personas en el Palacio de los Deportes.
Actualmente ha aparecido nuevamente con su nuevo estilo de canciones que se han hecho muy populares en Youtube

## Álbumes
- 1985 - Get Your Kicks [#13 Suiza, #13 Suecia]
- 1986 - Contact [#57 Alemania, #43 Suecia]
- 1988 - Flames of Love[#54 Alemania]
- 1988 - Gold [#60 Alemania]
- 1988 - Gold Remix
- 1989 - All My Loving
- 1990 - Five
- 1991 - Six: Deep In My Heart
- 1994 - It's Me The hits 1984-1994
- 1995 - Blue Planet Zikastar
- 1996 - Colours Of Life
- 1996 - Christmas In Vegas
- 1998 - Hit Party [#54 Alemania]
- 1998 - Best of Fancy [#25 Alemania]
- 1998 - Blue Planet (Blue Planet Zikastar + bonus)
- 1999 - D.I.S.C.O.
- 2000 - Strip Down
- 2001 - Fancy For Fans
- 2001 - Locomotion
- 2003 - Best Of...Die Hits Auf Deutsch
- 2004 - Greatest Hits
- 2004 - I Love Fancy
- 2004 - Voices From Heaven [Christmas In Vegas]
- 2008 - Forever Magic
- 2009 - Disco Forever
- 2015 - Another Side Of Fancy
- 2015 - Shock and Show
- 2021 - Masquerade - Les Marionnettes

## Sencillos
- 1984 - Slice Me Nice [#2 Austria, #7 Suecia, #9 Suiza, #11 Alemania]
- 1984 - Chinese Eyes [#17 Austria, #9 Suiza, #9 Alemania]
- 1984 - Get Lost Tonight [#19 Suiza, #31 Alemania]
- 1985 - L.A.D.Y.O.
- 1985 - Come Inside/Chinese Eyes[#2, Billboard Dance Charts]
- 1985 - Check It Out [#13, Billboard Dance Charts]
- 1985 - Bolero (Hold Me In Your Arms Again) [#1 España, #2 Portugal, #11 Suecia]
- 1986 - Lady Of Ice [#17 Suecia, #18 Suiza, #13 Alemania]
- 1987 - Latin Fire [#11 Suiza, #24 Alemania]
- 1987 - China Blue [#50 Alemania]
- 1987 - Raving Queen
- 1988 - Flames Of Love [#13 Austria, #14 Alemania, #1 Hong Kong]
- 1988 - Fools Cry [#18 Alemania]
- 1988 - Fools Cry (remezcla)
- 1989 - No Tears [#44 Alemania]
- 1989 - All My Loving
- 1989 - Angel Eyes
- 1990 - When Guardian Angel Cry
- 1990 - When Guardian Angels... Rap
- 1991 - Fools Cry... Rap (Whenever Fools Cry)
- 1993 - No Way Out (Polydor)
- 1993 - Love Has Called Me Home (Polydor)
- 1994 - Long Way To Paradise
- 1994 - Beam Me Up
- 1995 - Again & Again
- 1995 - I Can Give You Love
- 1996 - Big Dust (remezcla)
- 1996 - Deep Blue Sky
- 1996 - Colors Of Life
- 1998 - Flames Of Love
- 1998 - Flames Of Love '98
- 1998 - Fancy Megamix '98 [#20 Alemania]
- 1998 - Slice Me Nice '98
- 1998 - Come Back & Break My Heart
- 1998 - Long Way To Paradise(Remix '99)
- 1999 - D.I.S.C.O. - Lust For Life
- 1999 - How Do You Feel Right Now?
- 2000 - We Can Move A Mountain
- 2000 - Gimme A Sign (Promo only)
- 2000 - Megamix 2000
- 2001 - Na Na Na Na Hey Hey Hey Kiss Him Goodbye
- 2002 - Pretty Woman
- 2003 - Hor den Bolero
- 2008 - For One Night In Heaven
- 2021 I Like your Smile
- 2021 Summer Wine (Feat Lian Ross)
- 2021 Rockbye Me
- 2022 Running Men

- Datos: Q61257
- Multimedia: Manfred Alois Segieth / Q61257